# 小倉台站
小倉台站（日语：／ Oguradai eki */?）是位於日本千葉縣千葉市若葉區小倉台四丁目，屬於千葉都市單軌電車2號線的高架單軌電車車站。

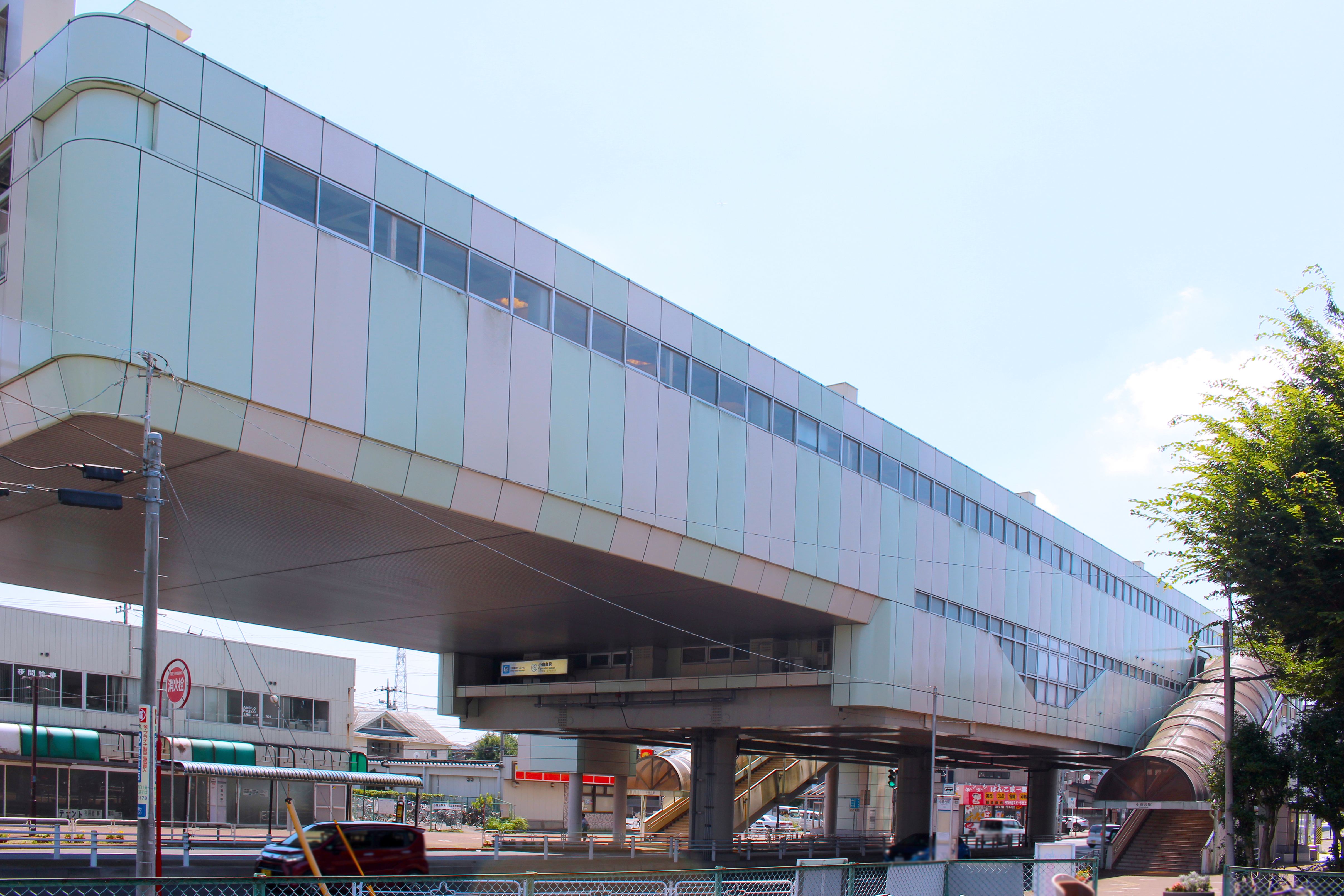
北側(2024年7月)

## 歷史
- 1988年（昭和63年）3月28日：開業。
- 2009年（平成21年）3月14日：引入PASMO。

## 車站構造
本站是對向式月台2面2線的高架車站。

### 月台配置
| 月台 | 路線  | 目的地         | 備註                            |
| ---- | ----- | -------------- | ------------------------------- |
| 1    | 2號線 | 千城台方向     |                                 |
| 2    | 2號線 | 都賀、千葉方向 | 往千葉港方向途經千葉站直通1號線 |

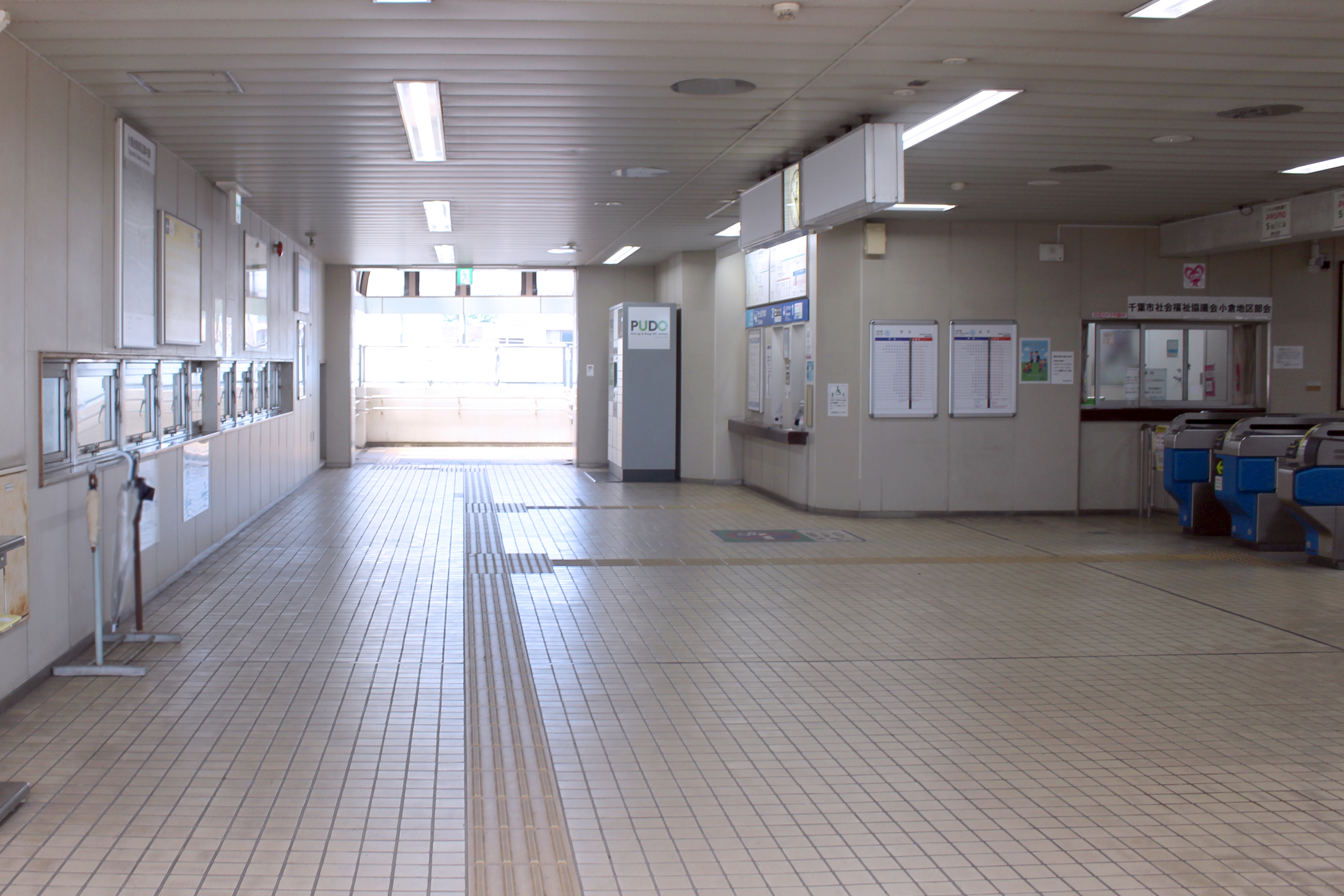
車站大廳（2024年7月）
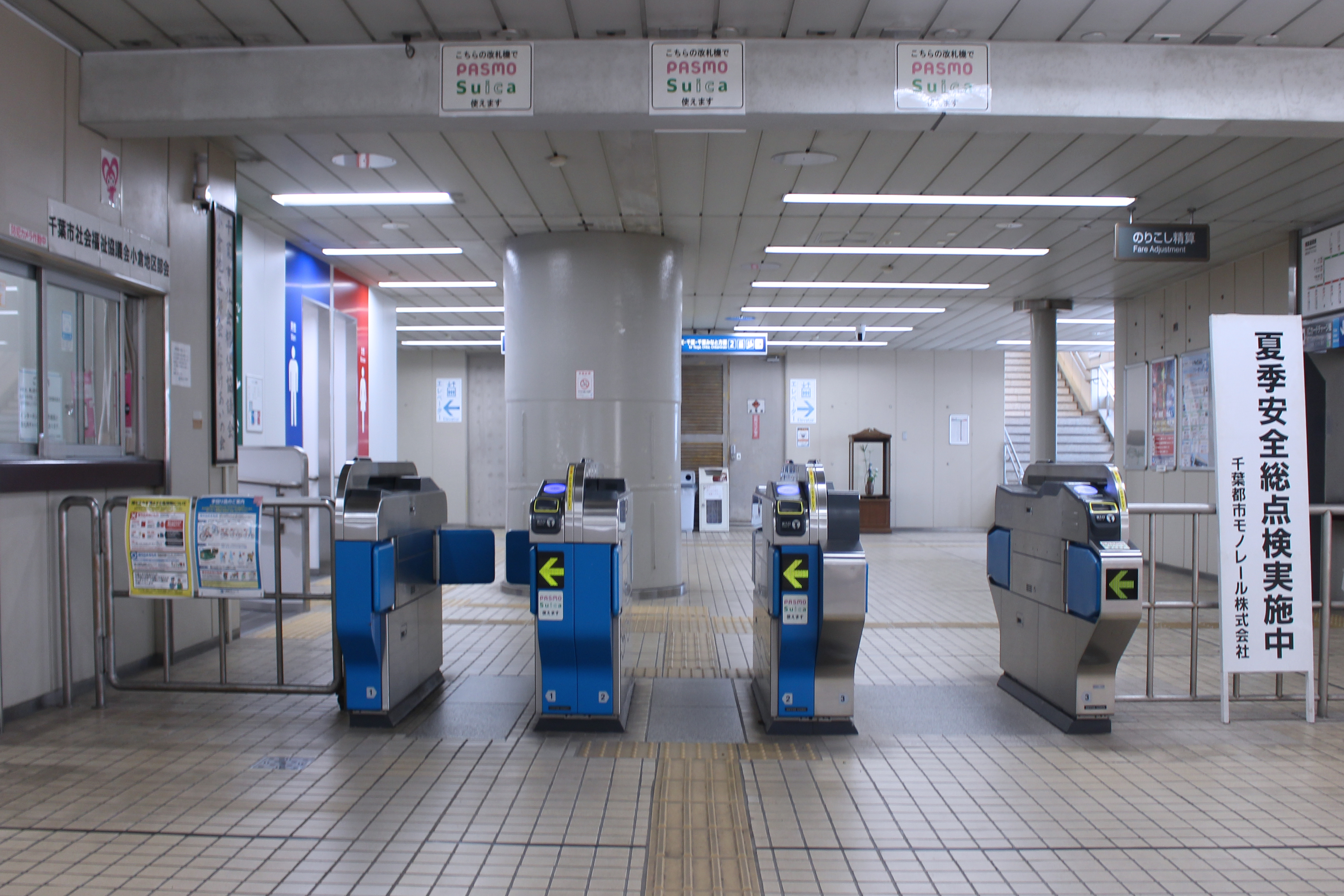
驗票口（2024年7月）
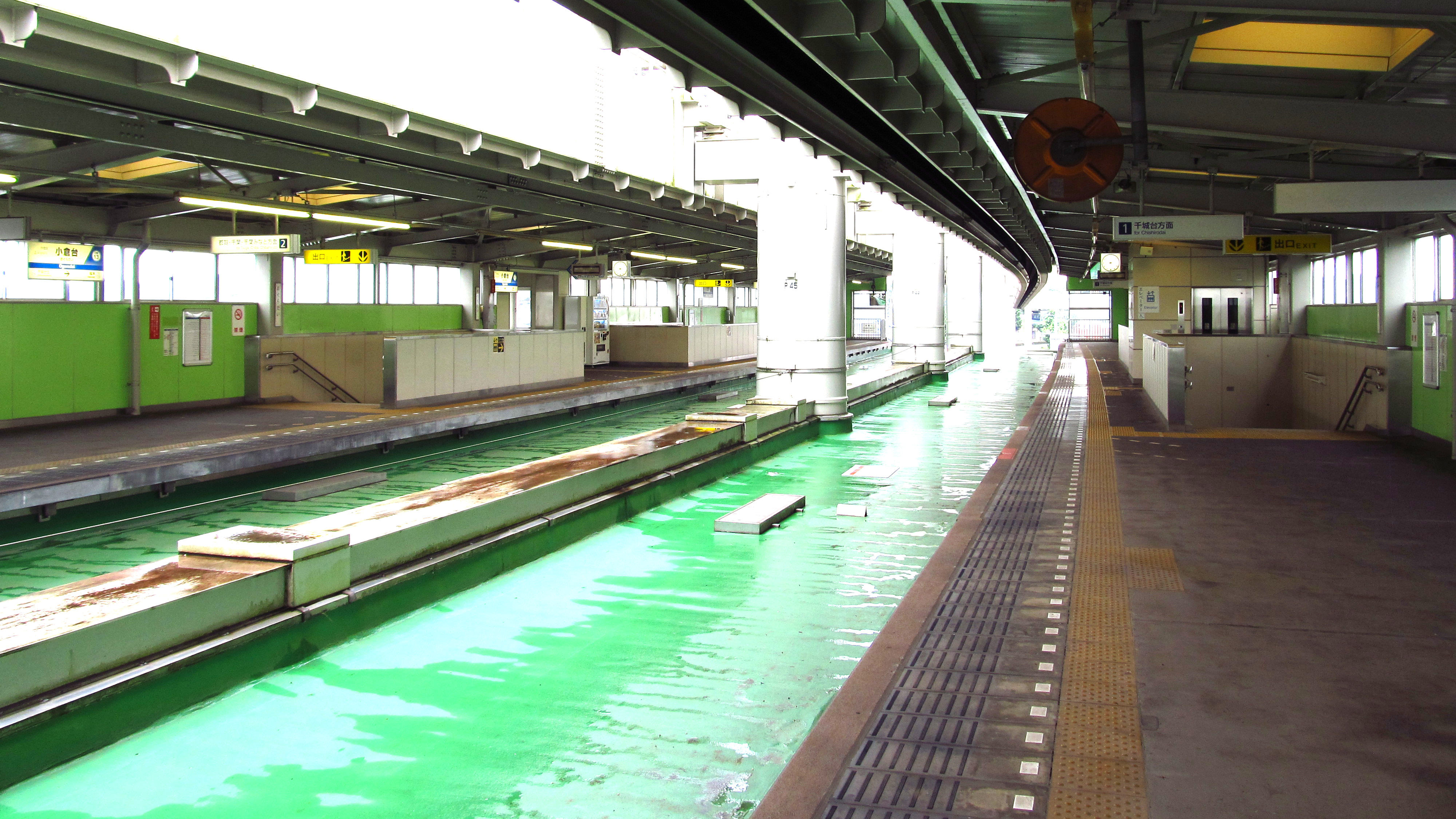
月台（2019年7月）
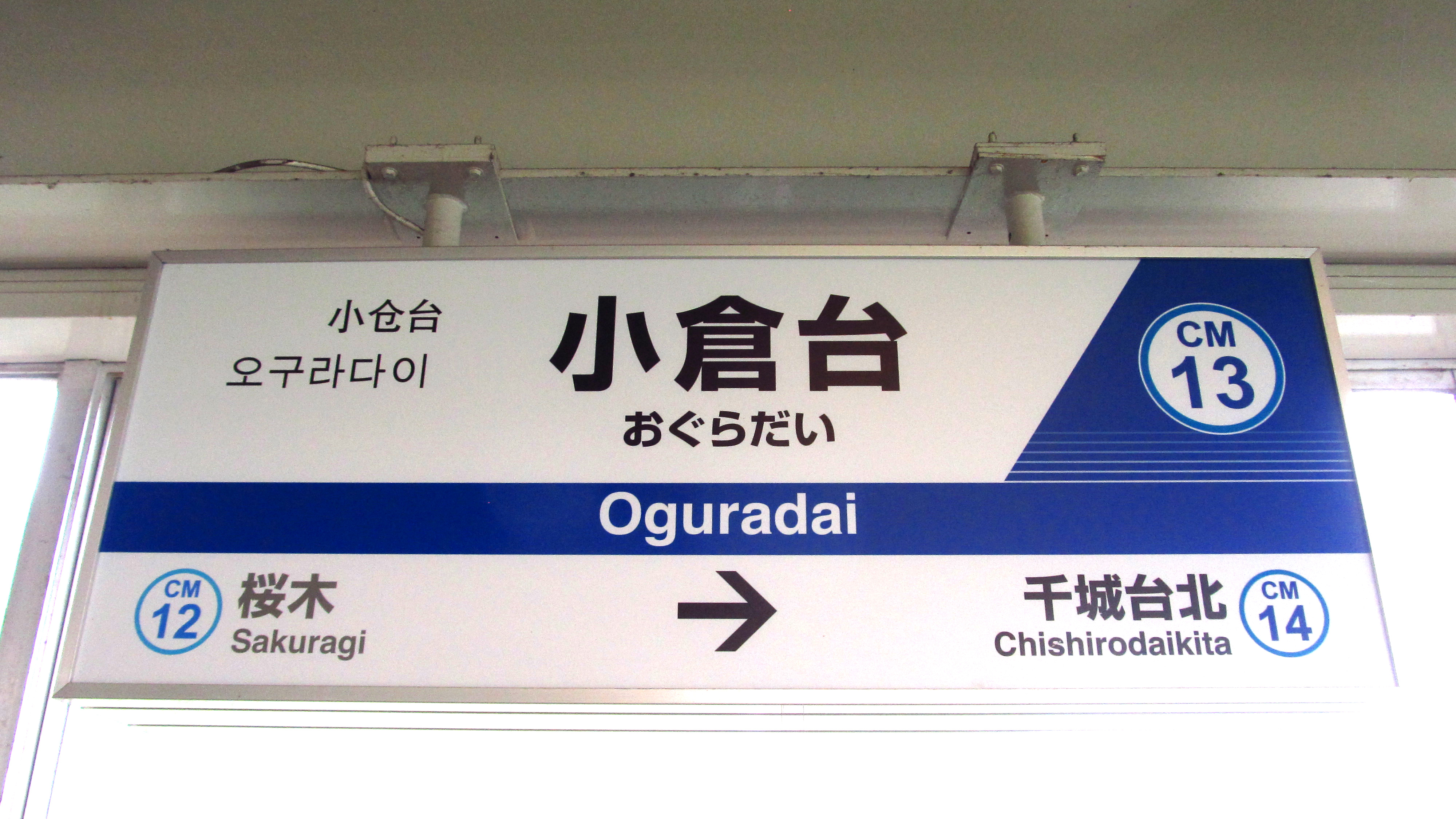
月台站名牌（2019年7月）

## 使用情況
2017年度1日平均上車人次為1,541人。千葉都市單軌電車18個車站當中排行第12位。
近年1日平均上車人次推移如下表。
| 年度   | 千葉都市單軌電車 |
| ------ | ---------------- |
| 1999年 | 1,530            |
| 2000年 | 1,477            |
| 2001年 | 1,386            |
| 2002年 | 1,390            |
| 2003年 | 1,379            |
| 2004年 | 1,308            |
| 2005年 | 1,281            |
| 2006年 | 1,253            |
| 2007年 | 1,267            |
| 2008年 | 1,281            |
| 2009年 | 1,329            |
| 2010年 | 1,317            |
| 2011年 | 1,277            |
| 2012年 | 1,324            |
| 2013年 | 1,404            |
| 2014年 | 1,404            |
| 2015年 | 1,471            |
| 2016年 | 1,484            |
| 2017年 | 1,541            |

## 相鄰車站
千葉都市單軌電車
 2號線
櫻木（CM12）－小倉台（CM13）－千城台北（CM14）

## 外部連結
- 千葉都市單軌電車 小倉台站 （页面存档备份，存于）